# ACS FC Olt Slatina
El CS Alro Slatina es un club de fútbol rumano de la ciudad de Slatina, fundado en 2006. El equipo disputa sus partidos como local en el Stadionul Metalurgistul y juega en la Liga II.

## Historia
El club fue fundado en verano de 2006 tras la fusión del Alprom Slatina y el Oltul Slatina. En la temporada 2009-10 logró el ascenso a la Liga II en la última jornada de la liga al derrotar al líder, el FCM Târgovişte.

## Jugadores
Actualizado el 12 de noviembre de 2011

## Palmarés
Liga III:
- Campeones (1): 2009–10